# Artrosi
L'artrosi o osteoartrosi è una malattia degenerativa che interessa le articolazioni. In medicina veterinaria è conosciuta anche come Degenerative Joint Disease (DJD).
È una delle cause più comuni di disturbi dolorosi, colpisce circa il 10% della popolazione adulta generale, e il 50% delle persone che hanno superato i 60 anni di età. Durante il manifestarsi di tale patologia nascono nuovo tessuto connettivo e nuovo osso attorno alla zona interessata. Generalmente sono più colpite le articolazioni più sottoposte a usura, soprattutto al carico del peso corporeo, come le vertebre lombari o le ginocchia.
L'articolazione interessata presenta caratteristiche alterazioni della cartilagine, con assottigliamento, fissurazione, formazione di osteofiti marginali e zone di osteosclerosi subcondrale nelle aree di carico. La membrana sinoviale si presenta iperemica e ipertrofica, la capsula è edematosa e fibrosclerotica.

## Classificazione

Artrosi alle mani con noduli di Heberden

Esistono diversi tipi di osteoartrosi. A seconda del grado o del comportamento essa può essere:
- Primaria, se è causata da fattori genetici ovvero idiopatica.
- Secondaria (a traumi, interventi chirurgici, a problemi meccanici, a problemi settici)
- Localizzata (monoarticolare)
- Generalizzata (pluriarticolare)

## Fattori di rischio
Costituiscono fattori predisponenti: l'obesità, il sesso femminile, parenti affetti da tale malattia, età avanzata, traumi articolari, stress continuo, disturbo degli arti superiori da lavoro, umidità, osteocondrite dissecante, lassità legamentosa, sindrome di Ehlers-Danlos (iperlassità legamentosa), scoliosi e cifosi, alcaptonuria, diabete mellito, artrite settica e altre artriti, emocromatosi, malattia di Wilson, sindrome di Marfan, gotta, malattia di Legg-Calvé-Perthes, malattia di Lyme, displasia dell'anca, disordini craniomandibolari.
Uno studio del 2005 mostra che i condrociti di cartilagine artrosica presentano due recettori per l'istamina (neurotrasmettitore coinvolto in varie reazioni come l'allergia) che viene rilasciata copiosamente dai mastociti nel liquido sinoviale: la presenza dei recettori è segno che l'istamina stimola i condrociti direttamente a produrre altri mediatori implicati nella lisi di tessuto della cartilagine (come gli enzimi metalloproteasi che smantellano le proteine fibrose del collagene), e nella contemporanea infiammazione sinoviale (come la Interleuchina-1).
I livelli di istamina sono spesso elevati nel liquido sinoviale dei pazienti che soffrono di artrite reumatoide. Un certo numero di fattori nutrizionali sono conosciuti per ridurre l'eccesso di istamina e per controllare il dolore; ciò è stato specialmente notato con il rame che è stato segnalato per ridurre i dolori articolari dei pazienti che soffrono di artrite reumatoide. L'enzima Ammina ossidasi (contenente rame) ha il compito di ossidare l'istamina nei tessuti, inattivandola.
La credenza molto comune che lo schiocco delle articolazioni causi artrosi non sembra sostenuta da prove empiriche. Una ricerca del 2011 ha esaminato le radiografie alla mano di 215 persone dai 50 agli 89 anni e ha confrontato le articolazioni di chi si scrocchiava regolarmente le dita con quelle di chi non lo faceva, concludendo che lo scrocchiamento non causava osteoartrosi alla mano, a prescindere dalla durata e dalla frequenza dell'abitudine. Anche uno studio precedente aveva concluso che lo scrocchiamento cronico non aumentava l'incidenza dell'artrosi alla mano; tuttavia, chi si scrocchiava sembrava avere più spesso gonfiore delle mani e una ridotta forza della presa; questo lavoro del 1990, tuttavia, associava lo scrocchiamento abituale con il lavoro manuale, con l'onicofagia, col tabagismo, con il consumo di alcoolici e suggeriva che potesse portare a una riduzione della funzionalità delle mani.. La ricerca del 1990 è stata però criticata per non aver preso in considerazione la possibilità di fattori di disturbo, per esempio l'eventualità che la capacità di scrocchiarsi le nocche sia la conseguenza di disfunzioni della mano (ad esempio un'iper-lassità legamentosa) e non la sua causa.

## Sede
A seconda della sede si ha:
- artrosi di varie singole articolazioni, o solo in una (es. al ginocchio, rizartrosi, coxartrosi, articolazione temporo-mandibolare[7])
- spondiloartrosi (articolazioni della colonna vertebrale):
  - spondilosi lombare
  - artrosi cervicale

## Clinica

### Segni e sintomi
I sintomi e i segni clinici che si presentano sono tutti localizzati nell'articolazione interessata (ma può colpire diverse articolazioni) e sono dolore, limitazione del movimento, rigidità, deformità articolare, disturbi dell'equilibrio, discopatia e altri disturbi della colonna vertebrale a causa degli osteofiti e del consumo della cartilagine: radicolopatia, mielopatia compressiva, stenosi spinale.

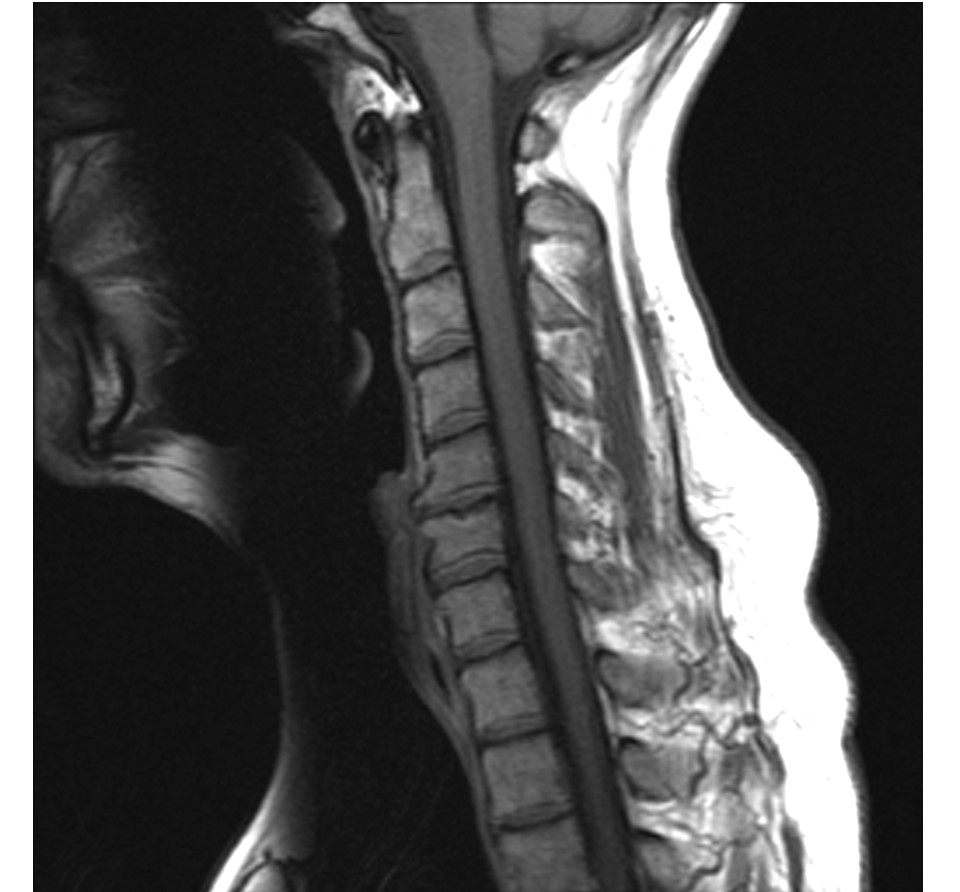
Artrosi cervicale: processo degenerativo del rachide visibile alla risonanza magnetica nucleare.

### Esami di laboratorio e strumentali
Nelle radiografie all'inizio della patologia non si riscontra alcuna alterazione, ma con il progredire della malattia si nota:
- riduzione dello spazio articolare
- alterazione del profilo dell'estremità articolare dell'osso
- formazione di osteofiti ai margini delle articolazioni o nel punto di inserzione dei tendini
- zone cistiche nell'osso immediatamente al di sotto della cartilagine.

Il grado di alterazione dimostrabile radiologicamente non è sempre correlato all'entità della sintomatologia. La principale diagnosi differenziale è con l'artrite (la quale è una malattia autoimmune e presenta infiammazione e alterazioni di esami come il fattore reumatoide, la velocità di eritrosedimentazione e i globuli bianchi neutrofili, con l'eccezione delle spondiloartriti sieronegative).

## Trattamento
I cambiamenti nello stile di vita, specialmente la perdita di peso e l'attività fisica, uniti alla terapia analgesica, rappresentano il perno del trattamento dell'osteoartrosi. Il paracetamolo rappresenta il farmaco di prima linea, mentre i FANS sono indicati solo nel caso il sollievo dal dolore non sia sufficiente, in relazione alla minore incidenza di effetti collaterali del primo nella terapia cronica.

### Stile di vita

#### Attività fisica
Nella maggior parte dei pazienti affetti da osteoartrosi, l'attività fisica moderata permette un aumento della funzionalità articolare e una riduzione del dolore, soprattutto nella gonartrosi.

#### Dieta
Nelle persone in sovrappeso, il calo ponderale può rappresentare un fattore importante, in quanto garantisce da una parte una riduzione del dolore, dall'altra un aumento della funzionalità e una riduzione della rigidità e dell'affaticamento, riducendo la necessità di una terapia farmacologica. Una metanalisi condotta nel 2009 ha dimostrato che l'educazione del paziente alla gestione della malattia permette una riduzione media della percezione del dolore del 20% rispetto all'uso dei soli antinfiammatori nei pazienti affetti da coxartrosi.

### Fisioterapia
Esiste una evidenza sufficiente ad affermare che la fisioterapia può ridurre il dolore e aumentare la funzionalità. Esistono evidenze che la manipolazione risulti essere più efficace dell'esercizio fisico nell'artrosi dell'anca, tuttavia queste evidenze non sono considerate conclusive. Seppur molti specialisti ritengano opportuno integrare manovre chinesiterapiche al piano di trattamento.
L'allenamento funzionale, con la gestione dell'andatura e dell'equilibrio, è raccomandato per permettere un miglioramento della propriocezione, utile a ridurre il rischio di traumi da caduta nei pazienti più anziani. L'utilizzo di tutori morbidi può permettere il miglioramento dei sintomi in un anno.

### Trattamento farmacologico

#### Analgesici
Il paracetamolo è il trattamento farmacologico principale nell'osteoartrosi. Nel dolore lieve e moderato la sua efficacia è simile a quella dei farmaci antinfiammatori non steroidei, mentre nel dolore severo i FANS possono essere più efficaci, tuttavia sono associati al rischio di ulcera gastrica e duodenale. Gli inibitori selettivi della COX-2, come il celecoxib, sono parimenti efficaci, ma non più sicuri in termini di effetti collaterali, oltre a risultare più costosi. La somministrazione topica garantisce minor rischio di effetti collaterali, ma anche un minor effetto terapeutico. Gli oppiacei, come morfina e fentanyl garantiscono una migliore gestione del dolore, tuttavia, per i frequenti effetti collaterali, non sono utilizzati di routine.

#### Altri farmaci
La somministrazione orale di corticosteroidi non è raccomandata nel trattamento dell'osteoartrite per via dell'efficacia modesta a fronte dell'alto rischio di effetti collaterali. Le infiltrazioni intra-articolari di farmaci come l'idrocortisone garantiscono un sollievo a breve termine, compreso tra qualche settimana e qualche mese.
In alcuni casi ha dato esito positivo anche il trattamento con un inibitore dell'interleuchina 1, la diacereina. Una review della Cochrane del 2005 ha indicato in diacereina un trattamento lievemente, ma significativamente, più efficace del placebo nel ridurre il dolore e rallentare la progressione dell'osteoartrite dell'anca.
La somministrazione topica di capsaicina e le infiltrazioni intra-articolari di acido ialuronico non hanno dimostrato un'efficacia significativa.
Il tanezumab, un anticorpo monoclonale che lega e inibisce il fattore di crescita nervoso, è stato studiato in quanto sembrava garantire una riduzione del dolore alle giunture unito a un miglioramento della funzionalità articolare. Tuttavia, a metà del 2010, la Pfizer ne sospende la sperimentazione per via della non provata efficacia nelle malattie osteoarticolari.
L'elettrostimolazione è stata utilizzata per vent'anni nel trattamento della gonartrosi, tuttavia uno studio del 2009 ha determinato che non ci sono evidenze che tale trattamento possa ridurre il dolore o la disabilità.

### Chirurgia
Nel caso di fallimento della terapia conservativa si ricorre al trattamento ortopedico, con il posizionamento di protesi. La chirurgia artroscopica nel trattamento dell'artrosi del ginocchio, tuttavia, non si è dimostrata migliore del placebo nel miglioramento dei sintomi dolorifici

### Terapia radiometabolica
La radiosinoviortesi può essere utilizzata per ridurre il dolore e l'impotenza funzionale nei casi resistenti agli altri trattamenti.

### Microembolizzazione
Nei pazienti in cui non sono indicati l'intervento chirurgico protesi o, le infiltrazioni e la fisioterapia sono sconsigliati o non hanno avuto un esito positivo, si applica una microembolizzazione, ripetibile da alcuni mesi a un anno. Il trattamento mini-invasivo consiste nell'inserimento di un cateteri (di solito nell'arteria femorale) che veicolano nelle arterie periferiche sostanze embolizzanti riassorbibili in modo da chiudere i vasi del microcircolo che causano l’infiammazione dei tessuti. L'attrezzatura necessaria è ad esempio costituita da: angiografo digitale, di una TC (Tomografia Computerizzata) a 128 strati con doppia energia e di un ecografo per la localizzazione delle regioni corporee più superficiali.

### Medicina alternativa
Numerose terapie alternative sono state proposte per il trattamento del dolore associato all'artrosi; tuttavia non esistono evidenze che dimostrino l'apporto di benefici. Tra questi l'uso di vitamine A, C ed E, zenzero, curcuma, acidi grassi omega-3, condroitina solfato e glucosammina; nessuno di questi trattamenti è tuttavia raccomandato. In particolare la glucosammina era considerata efficace, ma uno studio condotto nel 2010 ha dimostrato non essere migliore del placebo. La S-adenosil metionina ha dimostrato un'efficacia antidolorifica simile a quella dei FANS.

#### Agopuntura
Uno studio Cochrane ha dimostrato che l'agopuntura può portare un sollievo al dolore statisticamente significativo; tuttavia questo miglioramento è limitato e la sua rilevanza clinica è dibattuta, non essendo chiaro se è attribuibile alla terapia o all'effetto placebo. Questo trattamento non sembra invece produrre effetti benefici a lungo termine.

#### Magnetoterapia CEMP
La magnetoterapia a campo pulsato (CEMP), o terapia con campi magnetici pulsati, è stata proposta come possibile opzione di trattamento per l'artrosi. Si sostiene che la CEMP possa offrire alcuni benefici attraverso vari meccanismi.
1. Effetto antinfiammatorio: Si ipotizza che la magnetoterapia possa avere un effetto anti-infiammatorio, contribuendo a ridurre l'infiammazione nelle articolazioni colpite da artrosi. Questo potrebbe portare a un sollievo del dolore associato all'infiammazione.
2. Aumento del flusso sanguigno: La magnetoterapia può influenzare il sistema vascolare, aumentando il flusso sanguigno nella zona trattata. Un miglioramento del flusso sanguigno potrebbe favorire una migliore nutrizione delle cellule articolari, contribuendo alla loro salute e al processo di guarigione.
3. Stimolazione della produzione di collagene: Alcuni sostengono che la magnetoterapia possa stimolare la produzione di collagene, il componente principale dei tessuti connettivi, compresi quelli presenti nelle articolazioni. Questo potrebbe contribuire alla riparazione e alla rigenerazione dei tessuti danneggiati.
4. Effetto analgesico: La magnetoterapia è spesso utilizzata per il suo presunto effetto analgesico, ovvero la capacità di alleviare il dolore. Si ritiene che questo possa derivare dalla riduzione dell'attività dei recettori del dolore o da un effetto sulla trasmissione del segnale doloroso.

Tuttavia, è importante notare che la comunità scientifica non ha ancora raggiunto un consenso univoco sull'efficacia della magnetoterapia per l'artrosi, e ulteriori ricerche sono necessarie per confermare i suoi effetti.

#### Glucosammina
L'efficacia della glucosammina è controversa. Mentre una metanalisi condotta nel 2010 non ha trovato una differenza significativa con il placebo, alcune pubblicazioni meno recenti hanno concluso che si tratta di un trattamento efficace e altre hanno concluso il contrario. Una differenza è stata osservata con l'uso di glucosammina solfato, che sembra mostrare un'efficacia che la glucosammina idrocloride non ha. La Osteoarthritis Research Society International (OARSI) raccomanda la sospensione della somministrazione nel caso non si osservi alcun effetto in sei mesi di trattamento.

#### Fangoterapia
La fangoterapia sembra garantire un sollievo temporaneo in pazienti con artrosi del ginocchio.